# La maledizione di Capistrano
La maledizione di Capistrano (The Curse of Capistrano) è un romanzo breve del 1919 di Johnston McCulley e la prima opera in cui compare il personaggio fittizio di Zorro (il cui nome in spagnolo significa volpe). Fu pubblicato in cinque puntate nella rivista pulp All-Story Weekly da agosto a settembre 1919. Fu quindi ripubblicato in volume nel 1924 con il titolo Il segno di Zorro (The Mark of Zorro) dalla casa editrice Grosset & Dunlap, dopo il grande successo dell'omonimo adattamento cinematografico del 1920.
Il racconto segue la storia del californiano Don Diego Vega, alias Zorro, fiancheggiato dal suo servitore sordomuto Bernardo e dalla sua innamorata Lolita Pulido, che combatte le ingiustizie del Capitano Ramon e del Sergente Gonzales nell'Alta California del XIX Secolo, era spagnola, pre-stato federato degli Stati Uniti d'America della California. È ambientato tra le storiche missioni e pueblos come San Gabriel e San Juan Capistrano, i ranchos spagnoli, e il paesaggio rurale della California.